# Suphidratična tla
Suphidratična tla nastaju u priobalnim područjima jezera i mora.

## Suphidratična tla premapedološkojklasifikaciji

#### I klasa
- nerazvjena subakvalna tla (A) - C ili A-G profil

tipovi:
1. Protopedon

#### II klasa
- subakvalna tla A-C ili A-G

tipovi:
1. Gitja (Gyttja)
2. Daj (Dy)
3. Sepropel (Sepropel)

## Poveznice
- Automorfna tla
- Hidromorfna tla
- Halomorfna tla
- Primijenjene discipline koje se bave tlom: Pedologija, hidrotehničke melioracije, mehanika tla